# Diepzee

Diepzeezones

De diepzee is het deel van de oceanen dieper dan circa 500 tot 1000 meter. Daar dringt geen zonlicht door en er kunnen dus geen planten groeien die afhankelijk zijn van fotosynthese. De pelagische zone tussen 1000 en 4000 meter diepte is de bathyale zone en de pelagische zone van 4000 meter diepte tot de zeebodem is de abyssale zone. De hadale zone is beneden de 6000 meter.
In vergelijking met het onderzoek naar het heelal is er over de diepzee nog steeds weinig bekend. Lange tijd geloofden wetenschappers dat er in de diepzeeën geen leven mogelijk was. Tegenwoordig heeft wetenschappelijk onderzoek het tegenovergestelde bewezen: de zeediepten vormen namelijk de grootste leefomgeving op aarde. In deze totale duisternis leeft een unieke diepzeefauna, dieren die nergens anders gevonden worden.
Sommige diepzeevissen leven van dode dieren en planten die naar beneden zakken (zeesneeuw). Andere vissen hebben enorme kaken en lange terugstaande tanden om alles wat voorbij zwemt te grijpen en in te slikken. Deze vissen hebben een grote, uitrekbare maag en kunnen een prooi eten die groter is dan zijzelf. Op de bodem van de diepzee leven diepzeebenthos zoals anemonen, wormen, zeekomkommers, slangsterren, krabben, garnalen en andere schaaldieren in de modder, op zoek naar voedsel.
De meeste van de vissen die hier leven doen aan bioluminiscentie, ze maken hun eigen licht via een chemische reactie in fotoforen. Het licht kan fel zijn, als een signaal van de vis die een partner zoekt, of gedempt, als camouflage in schemerlicht.
Enkele vissoorten die hier leven zijn diepzeepaling, hengelvis, vangtandvis, parelmoervis, addertandvis, lantaarnvis, zeelelie, zeekomkommer, diepzeeinktvissen en verschillende soorten zeeanemonen.

## Waterdruk
Leken veronderstellen soms dat diepzeefauna aangepast moet zijn om de enorme waterdruk te weerstaan, maar dat is niet het geval: binnenin hun lichaam heerst dezelfde druk, dus dat heft elkaar op. De situatie verschilt niet wezenlijk met die van dieren die bij het zeeoppervlak leven. Zelfs levensvormen op het aardoppervlak ondergaan al de druk van 10.000 kilogram lucht per vierkante meter en ook deze wordt gecompenseerd doordat binnenin plant en dier dezelfde druk heerst als buiten. Bij onderzeeërs is dat anders: daarbij is de luchtdruk binnenin veel lager dan de buitendruk. Deze moeten wel degelijk zwaar gepantserd zijn en zoveel mogelijk een ronde vorm hebben om de druk goed te weerstaan.

### Stijgen en dalen
Levensvormen komen pas in problemen met waterdruk als ze snel stijgen of dalen: de innerlijke druk raakt dan uit evenwicht met de buitendruk. Bij te snelle daling wordt het lichaam in elkaar gedrukt, bij te snelle stijging zwelt het lichaam op als een ballon. Dit uit zich allereerst bij de gassen in het lichaam, die gemakkelijk samendrukbaar zijn. De caissonziekte is hiervan een uiting. De potvis, die tijdens de jacht snel naar diepten tot drieduizend meter duikt, heeft wel aanpassingen om het drukverschil op te vangen. Zo is de ribbenkast flexibel om de longen te laten inklappen, waardoor er minder stikstof in de longen komt. Bij mensen zijn stikstofbelletjes in het bloed een voorname oorzaak van de caissonziekte. 

## Verwijzingen en Referenties
1. ↑  (en) St John, Michael A., A. Borja, G. Chust, M. Heath, I. Grigorov, P. Mariani, A.P. Martin, R.S. Santos  (17-03-2016). A Dark Hole in our Understanding of Marine Ecosystems and their Services: Perspectives from the Mesopelagic Community. Frontiers in Marine Science  . DOI:10.3389/fmars.2016.00031.